# Berberidopsidaceae
Berberidopsidaceae Takht. è una piccola famiglia di piante angiosperme dell'ordine Berberidopsidales.

## Tassonomia
La famiglia comprende i seguenti generi:
- Berberidopsis Hook.f. (2 specie)
- Streptothamnus F.Muell. (1 sp.)